# 哈斯博恩
哈斯博恩是德国莱茵兰-普法尔茨州的一个市镇。总面积6.18平方公里，总人口542人，其中男性285人，女性257人（2011年12月31日），人口密度88人/平方公里。